# Wild Hope
Wild Hope —en español: Salvaje Esperanza— es el quinto álbum de estudio de la cantante estadounidense Mandy Moore. Este fue lanzado alrededor del mundo por el sello EMI y la compañía EMI Music, durante el tercer trimestre del año 2007. Ello, en un acontecimiento que fue catalogado por los medios y la audiencia como el regreso de Mandy Moore a la industria musical, luego de un extenso período de cuatro años desde el lanzamiento de su cuarto álbum de estudio: Coverage.
Debido a que el álbum no tuvo mucha promoción, el álbum vendió alrededor del mundo 500 de copias, siendo así el álbum menos exitoso de la cantante. Hasta la fecha, los críticos han sido en general positiva en el álbum.
Wild Hope debutó en la Billboard 200 en No.30, vendiendo 25 000 copias tan solo la primera semana de lanzamiento, según la revista Billboard. Hasta la fecha, Wild Hope ha vendido más de 122 000 en los Estados Unidos.

## Antecedentes
Moore comenzó a escribir nuevo material para el álbum en el 2004. Ella originalmente firmó con Sire Records y lanzaron un sencillo a través de su página titulada «Hey!» que fue escrito por James Renald, el escritor de «Cry». A principios de 2006, Moore publicó la portada de «Beautiful Man» en su MySpace, más tarde informó que ella se separó de Sire Records, debido a diferencias creativas. Moore entonces firmó con EMI y una revista de Reino Unido asumió después de escuchar la canción «Slummin 'In Paradise» que ese sería el título del álbum.
Para Wild Hope, Moore colaboró con el productor John Alagia. Este es el primer álbum que Moore coescribió por completo y la primera vez que lanzó las canciones que ella coescribió, después de «When I Talk to You», que apareció en su álbum homónimo, en el año 2001;. Muchas de las canciones son acerca de su ruptura con su exnovio Zach Braff. Este es su primer álbum de estudio completo en cuatro años, y su primer álbum de material totalmente original desde su disco homónimo, lanzado en 2001. Moore explicó que el álbum le ayudó a sobrellevar la depresión y autodescubrimiento. Una vez el álbum listo fue lanzado digitalmente en Australia el 18 de junio con el bonus track «Swept Away», un día después lanzado en Estados Unidos.

## Recepción

### Crítica
Hasta la fecha, los críticos han sido en general positiva en el álbum. La revista Jane, dijo que "Moore se ha convertido en un compositor de calidad suprema cuyo nuevo sonido se ajusta cómodamente junto a la de Regina Spektor, Fiona Apple y Sarah McLachlan en lugar de todas las tartas de pop que antes, en comparación. Billboard dijo que Wild Hope es el sonido gratificante de un cantante finalmente encontrar su zona de confort. Se ha ido el pop dulce de su carrera a principios de Moore, reemplazados por meditaciones reflexivas sobre el amor y la vida ... un disco lleno de sutiles, pero los ganchos innegables..
Stephen Thomas Erlewine de Allmusic dijo; 
Desde Mandy Moore carecían de éxitos y una personalidad bien definida de sus colegas pop adolescente, tenía la libertad para redefinir su imagen de una forma que Britney Spears o Jessica Simpson no lo hizo. Ella pudo en la edad adulta, mientras que sus colegas sola vez se quedaron atrapadas en una adolescencia perpetua, convirtiendo lentamente en la cultura pop chistes en lugar de estrellas del pop. Moore eludió tal vergüenza, centrándose en el trabajo, tanto como músico y actriz, recogiendo proyectos que se veían tan bien en el papel, que casi no importaba que nunca los resultados finales muy a la altura de su potencial. Como lo fue para su álbum anterior Coverage, el cual contenía covers de grandes compositores pop donde demostró la ambición y la inteligencia Moore. Wild Hope  sí ofrece una plantilla madura Mandy Moore, la cual entregó cuatro años más tarde - después de su separación con Epic Records, luego de una temporada sin éxito en Warner que resultó en ningún álbum, pero llevó a un contrato con EMI - sigue a través de gran parte de su promesa. En muchos aspectos, Wild Hope es la cobertura montado con temas originales: es una colección elegante, pulido de pop adulto, a menudo basada en la acústica folk, pero rara vez, porque pone el énfasis en la melodía, como la música más pop. Wild Hope tiene el sonido correcto. Desde luego no es por falta de intentos: Moore ha contratado cantante tal respetado/compositores como Chantal Kreviazuk, McKenna Lori, y Rachael Yamagata como colaboradores, ayudándola a pulgada hacia confesional composición, introspectivo, una ambición admirable que está lejos de ser fácil de adoptar. Hay algunos buenos giros de frase aquí, algunas melodías insinuante, pero no hay melodías fuertes, por lo que las canciones no son memorables, fuera de su tacto suave y confortable. De todos modos, es difícil que no les gusta Wild Hope, porque es genuino en su intención - Moore realmente quiere entregar un disco que suena a su edad, en su sentir y las palabras - y porque Mandy es tan atractivo, de corazón abierto, la presencia innegable atractivo. Ya sea en pantalla o en el expediente, se desprende simpatía, así que es fácil de escuchar Wild Hope, con todas sus fallas - pero es lo suficientemente bueno que es difícil no desear que fuera mejor.
Slant Magazine dijo: 
Vamos a suponer por un momento que Mandy Moore no obtuvo grandes éxitos en taquilla, no ha vendido siete millones de discos en todo el mundo, no era la cara de Neutrogena, y no condujo su propio programa en MTV, no fue una estrella teen-pop boom. Con la posible excepción de Coverage su cuarto álbum de estudio en 2003, sin duda, estaría encantado si nos olvidamos de sus hazañas musicales del pasado y se acercó a su nuevo álbum, Wild Hope, como si se tratara de su debut. Pero hacerlo sería negar su único verdadero punto de interés: que este es un álbum de Mandy Moore. A saber, si Wild Hope fueron puestos en libertad por un artista desconocido, probablemente se perderían entre varios cientos de otras ho-hum cantautor. Moore probablemente sería el primera en admitir que su voz no es especialmente distintiva o su mayor activo. Lo que la joven estrella de 22 años de edad, posee, sin embargo, es un reconocimiento por el buen estilo cantautor ética, por no mencionar el deseo de distinguirse de su pasado teen-bopper. Así que lo que necesita es un material excepcional y producción creativa, inspirada, las cosas que Wild Hope, fue escrito por Moore a sí misma con la ayuda de The Weepies, Lori McKenna y, entre otros, y con la única producción de John Alagia. Aunque la letra de Moore mostrar su madurez como mujer y como artista, ofreciendo algunas ideas pequeñas aquí y allá ("I put so much thought into getting ready/Now I know that was the best part," canta en el cierre canción "Gardenia"), no es lo suficientemente bueno como para sostener un álbum completo y algunos parecen sacados directamente del manual Jewel.
El enfoque de MOR a la música no hace ningún favor Moore tampoco. Los ganchos de muchas de las canciones suenan más como pre-coros, nunca quitarse la manera que deberían. Con un más afilado, perforado hasta acercarse acorde letras rencorosos de la canción: «Nothing That You Are» podría haber ganado un buen Airplay para Moore junto a figuras como Kelly Clarkson y Pink, que es probablemente lo último que quiere oír, sino una dirección de marketing poco es exactamente lo que necesita esperanza salvajes. El primer sencillo «Extraordinary» que no es exactamente lo que su título promete, pero es una canción hermosa, sutil atractivo que capta perfectamente Moore. Es una pena que el resto de Wild Hope es simplemente normal.

### Comercial
El álbum fue lanzado en formato digital, en Australia, el 18 de junio de 2007, un día después fue lanzado en los Estados Unidos y Canadá. Wild Hope hizo su debut en Billboard 200 en la posición n.º 30, vendiendo 25.000 copias tan solo la primera semana de lanzamiento, según la revista Billboard. Es el quinto álbum consecutivo en posicionarse dentro del Top 40 de la lista. A su vez llegó a la posición n.º 9 Top Internet Albums, la lista de los álbumes más vendidos en Estados Unidos de manera digital. El álbum solo se mantuvo 5 semanas en la lista, sin embargo, poco después re-entró a lista, en el puesto n.º 118, vendiendo 5.500 copias. Hasta la fecha, Wild Hope ha vendido más de 122.000 en los Estados Unidos y 250.000 en todo el mundo. En Canadá solo alcanzó la posición n.º 85 en Top 100 Canadian Albums, con ventas de 15,000 copias. En febrero de 2008, vuelve a ser lanzado el álbum en Australia, esta vez de manera física. Wild Hope has sido hasta ahora el álbum menos vendido en la carrera de Mandy Moore.

## Promoción
Moore hizo un documental para Oxygen titulado I am Mandy Moore el cual muestra la crónica de la escritura y el concepto del álbum Wild Hope. Ella también hizo la "one-off" conciertos promocionando su álbum. El más popular es el concierto de MSN donde Moore interpretó todas las canciones de su álbum, incluyendo tres canciones más antiguas («Help Me», «Moonshadow» y «Candy»). Moore también se fue de gira para promocionar el álbum.

## Lista de canciones
Todos las canciones fueron producidas por John Alagia. 
| Original track listing |                                                                 |                                             |          |  |
| N.º                    | Título                                                          | Escritor(es)                                | Duración |  |
| 1.                     | «Extraordinary»                                                 | Mandy Moore, Deb Talan, Steve Tannen        | 2:54     |  |
| 2.                     | «All Good Things»                                               | Mandy Moore, Deb Talan, Steve Tannen        | 2:53     |  |
| 3.                     | «Slummin' in Paradise» (featuring Jason Mraz on backing vocals) | Mandy Moore, James Renald                   | 4:12     |  |
| 4.                     | «Most of Me»                                                    | Mandy Moore, Lori McKenna                   | 4:47     |  |
| 5.                     | «Few Days Down»                                                 | Mandy Moore, Deb Talan, Steve Tannen        | 3:23     |  |
| 6.                     | «Can't You Just Adore Her?»                                     | Mandy Moore, Lori McKenna                   | 3:55     |  |
| 7.                     | «Looking Forward to Looking Back»                               | Mandy Moore, Deb Talan, Steve Tannen        | 3:13     |  |
| 8.                     | «Wild Hope»                                                     | Mandy Moore, Deb Talan, Steve Tannen        | 2:59     |  |
| 9.                     | «Nothing That You Are»                                          | Mandy Moore, James Renald                   | 4:28     |  |
| 10.                    | «Latest Mistake»                                                | Mandy Moore, Lori McKenna                   | 4:08     |  |
| 11.                    | «Ladies' Choice»                                                | Mandy Moore, Chris Holmes, Rachael Yamagata | 4:56     |  |
| 12.                    | «Gardenia»                                                      | Mandy Moore, Chantal Kreviazuk              | 4:27     |  |

| iTunes bonus track |              |                           |          |  |
| N.º                | Título       | Escritor(es)              | Duración |  |
| 13.                | «Swept Away» | Mandy Moore, Lori McKenna | 4:23     |  |

| Japan bonus tracks | |          |  |
| N.º                | Título                                                                                                 | Duración |  |
| 13.                | «All Good Things (Raw Version)» (Note: on the CD, this track is labelled as "All Good Things (Naked)") | 2:53     |  |

| Target bonus tracks |                                 |                           |          |  |
| N.º                 | Título                          | Escritor(es)              | Duración |  |
| 14.                 | «Could've Been Watching You»    | Mandy Moore, Lori McKenna | 4:23     |  |
| 15.                 | «All Good Things (Raw Version)» | Mandy Moore, Hem          | 2:53     |  |

| Walmart MP3 bonus tracks |                               |                                                        |          |  |
| N.º                      | Título                        | Escritor(es)                                           | Duración |  |
| 14.                      | «Umbrella (Acoustic Version)» | Kuk Harrell, Terius Nash, Christopher "Tricky" Stewart |          |  |
| 15.                      | «Candy (Acoustic Version)»    | Denise Rich, Dave Katz, Denny Kleiman                  |          |  |
| 16.                      | «Little Drummer Boy»          | Katherine K. Davis                                     |          |  |

### Posicionamiento
| Listas (2007)                        | Posición | Semanas |
| ------------------------------------ | -------- | ------- |
| Estados Unidos (Billboard 200)       | 30       | 7       |
| Estados Unidos (Top Internet Albums) | 9        |         |
| Top 100 Canada Albums                | 84       | 1       |
| Estados Unidos (Current Albums)      | 30       | 7       |